# Ladyva
Ladyva (настоящее имя — Ванесса Сабрина Гнэги; род. 8 декабря 1988, Ипзах, Берн) — швейцарская пианистка, певица и композитор. Предпочитает жанры буги-вуги, блюз и джаз.

## Биография
Ванесса рассказывает, что родители всегда слушали рок-н-ролл и ей это очень нравилось. Вдохновлённая музыкой великих мастеров буги-вуги она научилась играть на фортепиано в 14 лет, а через два года уже впервые вышла на сцену вместе со своим братом Паскалем Сильвой. Затем последовали выступления на швейцарском и немецком телевидении Heitere Open Air, ZDF-Fernsehgarten и т. д. Добилась успеха на своей второй родине — в Доминиканской Республике.
В 2009 году вышел её первый альбом под сценическим именем Ванесса Джи (англ. Vanessa G.). В 2011 году подписала контракт с Universal Music. В 2014 году выступала на нескольких фестивалях буги-вуги в Германии.
Осенью 2015 года Ladyva участвовала в прощальном турне по Великобритании легендарного Джерри Ли Льюиса, играла на праздновании его 80-летия в лондонском театре Палладиум, где среди знаменитых гостей были вокалист группы Led Zeppelin Роберт Плант и барабанщик Beatles Ринго Старр, который лично передал пианистке порцию юбилейного торта. Популярный хит своего кумира «Great Balls of Fire» Ladyva спела на фестивале International Boogie Nights в Швейцарии.
16 октября 2015 года она появилась в прямом эфире знаменитого «Очень позднего шоу» на RTÉ One в Ирландии.
В мае 2016 года вместе с другими известными пианистами буги-вуги, такими как Аксель Цвингенбергер и Невилл Дикки, её пригласили выступить на шоу «Boogie Woogie & Blues Spectacular», которое вел Джулс Холланд.
Затем последовали фестивальные концерты в разных странах Европы с Сильваном Зингом. Их первый совместный диск «Beloved Boogie Woogie», записанный в четыре руки, был представлен на Международном фестивале буги-вуги в Лугано 22 апреля 2017 года. В ноябре 2017 года на концерте «Beatles Symphonic» в лондонском Колизее Ladyva исполнила «Something» в сопровождении Лондонского филармонического оркестра.
Ladyva постоянно участвует в престижных джазовых и буги-вуги фестивалях разных стран: Caval’Air Jazz (Франция); Jazzfestival Tingen, The Hamburg Boogie Woogie Connection & The Boogie Woogie Congress Essen (Германия); The International Jazzfestival Bansko (Болгария); Bluesfestival Basel, JazzAscona & Jazzmeile Kreuzlingen (Швейцария); Boogie & Blues Reunion Terrasssa (Испания), London International Festival of Boogie Woogie (Великобритания). Её называют королевой буги-вуги (англ. Boogie Woogie Queen).
В 2022 году, оказавшись проездом в Лондоне, она охотно приняла предложение сыграть на общественном пианино в интерьере вокзала Сент-Панкрас. Инициатором импровизированного концерта для случайных прохожих был Брендан Кавана, часто выступающий на открытых площадках совместно с другими музыкантами.

## Награды
- 2017 — Лучшая буги-вуги-пианистка года. Премия «Boisdale Music Awards»
- 2022 — Серебряная кнопка. Премия для авторов YouTube.
- 2022 — Лучшая буги-вуги-пианистка года. Премия «Boisdale Music Awards»

## Дискография
- 2009: Vanessa G — The Boogie Woogie Lady
- 2013: Ladyva — 2nd Cut
- 2016: The New Orleans Experience — Jazz Ascona Festival Sampler-CD
- 2016: Ladyva & Silvan Zingg — Beloved Boogie Woogie
- 2017: Ladyva — 8 To The Bar
- 2021: Ladyva — Ladyva’s Stomp